# (14505) Barentine
(14505) Barentine est un astéroïde de la ceinture principale.

## Description
(14505) Barentine est un astéroïde de la ceinture principale. Il fut découvert le 12 janvier 1996 à Kitt Peak par le projet Spacewatch. Il présente une orbite caractérisée par un demi-grand axe de 2,36 UA, une excentricité de 0,17 et une inclinaison de 3,3° par rapport à l'écliptique.

## Compléments